# Оларте Каллен, Лоренцо
Лоренцо Оларте Каллен (исп. Lorenzo Olarte Cullen; 8 декабря 1932, Пуэнтеареас, Галисия — 2 февраля 2024, Лас-Пальмас) — канарский политик и юрист, избирался депутатом в Конгресс депутатов Испании (1979, 1993) и в региональный парламент Канарских островов (1983, 1987, 1991, 1995), а также занимал пост Президента автономного региона Канарских островов (1988—1991).
Оларте был награждён несколькими высшими наградами Испании в области юриспруденции, а также высшей наградой Канарских островов.
После запрета корриды в Каталонии Оларте утверждал, что канарский закон о защите животных 1991 года вопреки утверждениям не запрещал корриду.
Умер 2 февраля 2024 года в возрасте 91 года.